# 힐스테이트 앞산 센트럴
힐스테이트 앞산 센트럴(영어: Hillstate Apsan Central)은 대한민국 대구광역시 남구 봉덕동에 위치한 아파트다.